# Hésingue

Hésingue este o comună în departamentul Haut-Rhin din estul Franței. În 2009 avea o populație de 2.438 de locuitori.

## Evoluția populației
| An        | 1975  | 1982  | 1990  | 1999  | 2006  | 2009  |
| --------- | ----- | ----- | ----- | ----- | ----- | ----- |
| Populație | 1.657 | 1.632 | 1.713 | 1.921 | 2.336 | 2.438 |